# Гаррі Більд
Га́ррі Більд (швед. Harry Bild; 18 грудня 1936, Векше, Крунуберг, Швеція — 16 січня 2025) — шведський футболіст, що грав на позиції нападника. Найкращий шведський футболіст 1963 року.

## Клубна кар'єра
У дорослому футболі дебютував 1956 року виступами за команду клубу «Норрчепінг». Вже за рік, у 1957, став найкращим бомбардиром чемпіонату Швеції. Провів у складі «Норрчепінга» вісім сезонів, взявши участь у 175 матчах чемпіонату. Більшість часу, проведеного у складі «Норрчепінга», був основним гравцем атакувальної ланки команди та одним з її головних бомбардирів, маючи середню результативність на рівні 0,69 голу за гру першості.
Протягом 1964–1965 років захищав кольори швейцарського «Цюриха».
Своєю грою за останню команду привернув увагу представників тренерського штабу нідерландського «Феєнорда», до складу якого приєднався 1965 року. Відіграв за команду з Роттердама наступні два сезони своєї ігрової кар'єри. Граючи у складі «Феєнорда» також здебільшого виходив на поле в основному складі команди. В новому клубі був серед найкращих голеодорів, відзначаючись забитим голом в середньому щонайменше у кожній другій грі чемпіонату.
Завершив професійну ігрову кар'єру на батьківщині, у клубі «Естерш», за команду якого виступав протягом 1968–1973 років.

## Виступи за збірну
1957 року дебютував в офіційних матчах у складі національної збірної Швеції. Протягом кар'єри у національній команді, яка тривала 12 років, провів у формі головної команди країни лише 28 матчів, забивши 13 голів.

## Титули та досягнення
- Найкращий бомбардир чемпіонату Швеції: 1957
- Найкращий шведський футболіст року: 1963